# Belazaima do Chão
Belazaima do Chão est une ancienne paroisse civile portugaise (en portugais : freguesia) de la municipalité d'Águeda dans le district d'Aveiro. 
La loi no 11-A/2013 du 28 janvier 2013, portant réorganisation administrative du territoire des freguesias, fusionne Belazaima do Chão avec les paroisses voisines de Castanheira do Vouga et Agadão pour former l’União das freguesias de Belazaima do Chão, Castanheira do Vouga e Agadão (dont le siège est à Castanheira do Vouga).